# Luigi Sacchetti
Luigi Sacchetti (Reggio Calabria, 22 marzo 1958) è un allenatore di calcio ed ex calciatore italiano, di ruolo centrocampista.

## Carriera

### Giocatore

Sacchetti alla Fiorentina nel 1979, in contrasto sullo juventino Gentile.

Dopo la gavetta nella Gioiese e nell'Asti, Sacchetti esordì in Serie A con la Fiorentina, disputando sei stagioni da comprimario e facendosi apprezzare per il rendimento costante e continuo e la disponibilità a un lavoro oscuro di centrocampo. Nel 1982-83 passò al Verona neopromosso in Serie A.
Tra gli scaligeri ritrovò i suoi ex compagni  compagni Bruni e Di Gennaro e fu utilizzato con più continuità. Si rivelò un giocatore prezioso per la duttilità che gli permetteva di ricoprire diversi ruoli a seconda delle esigenze tattiche, sobbarcandosi un faticoso lavoro di interdizione e raccordo a centrocampo, senza disdegnare anche pericolosi inserimenti in fase offensiva (con un potente tiro da 30 metri segnò un gol nella vittoria in Coppa UEFA contro la Stella Rossa a Belgrado).
Paradossalmente, fu proprio per questa sua pregevole caratteristica di saper interpretare i più svariati ruoli, che venne sacrificato a giocare in posizioni  poco congeniali che gli impedirono  di manifestare al meglio il suo enorme talento calcistico. Fece parte della formazione gialloblù che vinse lo storico scudetto nel 1984-85. Un infortunio lo costrinse poi a giocare più saltuariamente e, dopo una parentesi al Brescia, a chiudere la carriera nelle serie minori.
In carriera ha totalizzato complessivamente 210 presenze e 12 reti in Serie A e 26 presenze e 2 reti in Serie B.

### Allenatore
Ha poi intrapreso l'attività di allenatore nelle giovanili del Verona. Ha allenato anche le prime squadre di Carpi e Novara. Dal 2009 al 2015 ha allenato la formazione dilettantistica veronese dello Zevio, che milita in Promozione.

## Palmarès

### Giocatore

#### Club

##### Competizioni giovanili
- Torneo di Viareggio: 2

Fiorentina: 1978, 1979

##### Competizioni nazionali
- Campionato italiano: 1

Verona: 1984-1985